# 1402 هـ
1402 هـ هي سنة في التقويم الهجري امتدت مقابلةً في التقويم الميلادي بين سنتي 1981 و1982.

## أحداث
- 21 شعبان - تولى خادم الحرمين الشريفين الملك فهد بن عبد العزيز آل سعود مقاليد الحكم في المملكة العربية السعودية.

## مواليد
- تركي الخالدي
- فهد الكندري
- حصة اللوغاني
- عبد العزيز بن طلال بن عبد العزيز آل سعود
- عون القدومي
- محمد جبارة
- ملاك (ممثلة)
- محمد الراجحي - نائب في مجلس الامة الكويتي
- ميريام فارس
- بشاير الشيباني
- عبد الله الصراف
- سعود المزيعل
- ناصر يوسف السميط

## وفيات
- خالد بن عبد العزيز آل سعود، ملك المملكة العربية السعودية الرابع.
- أحمد سوسة
- بكر يونس
- تاج الملوك بهلوي
- صادق قطب زاده
- عبد الستار أحمد فراج
- علي النمازي الشاهرودي
- محمد البهي
- محمد شاهو
- محمد عبد الرحمن بيصار
- مزاحم الباجه جي
- ميشا سليموفيتش
- هاشم الطعان
- حامد الآمدي
- محمد محمد حسين
- عبد الله بن حميد
- نجيب العقيقي